# Kazimierz Ostrowski (prawnik)
Kazimierz Ostrowski (ur. 29 maja 1907 w Krakowie, zm. 10 sierpnia 1999) – doktor praw, adwokat, działacz społeczny.

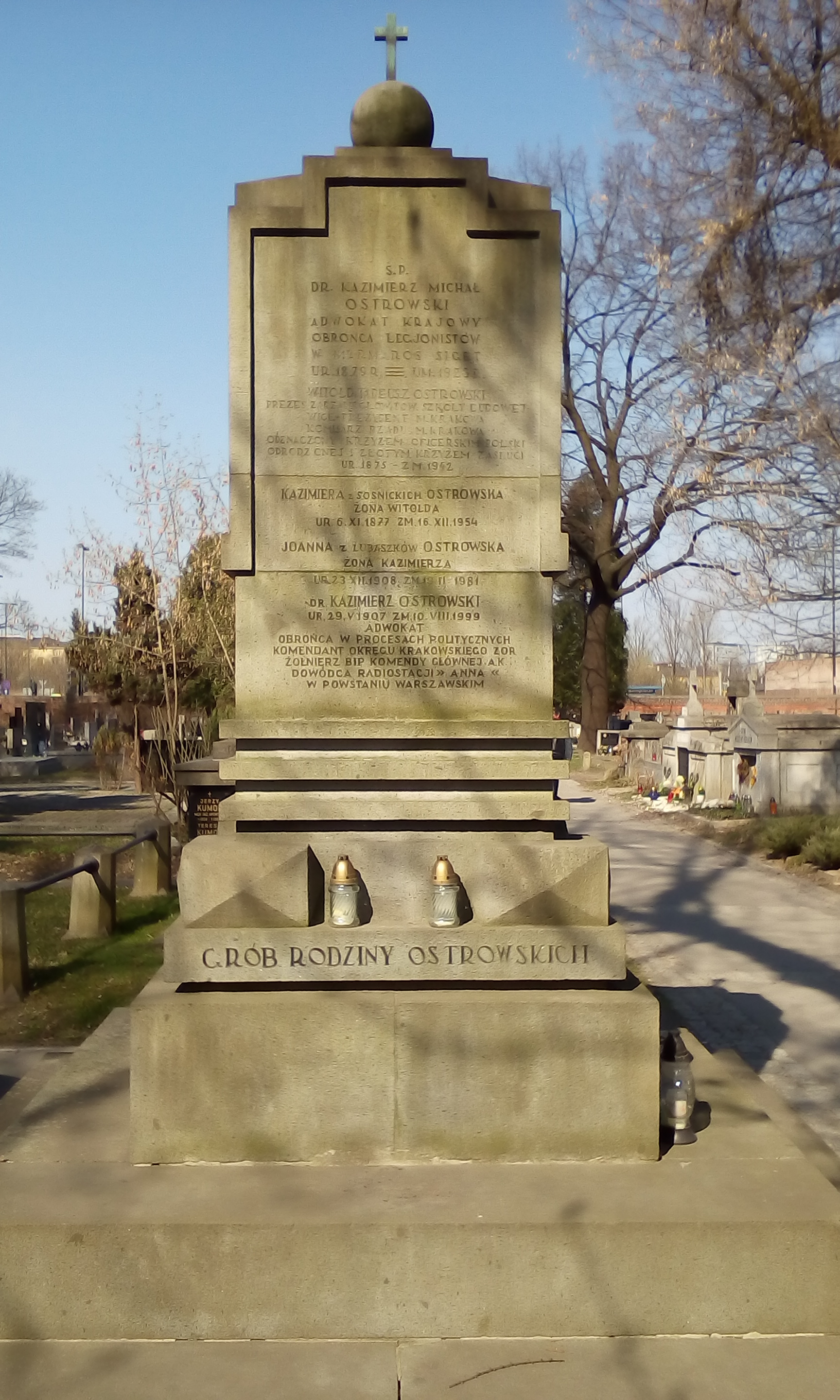
Kazimierz Ostrowski, grobowiec na cmentarzu Rakowickim

## Życiorys
Absolwent prawa na Uniwersytecie Jagiellońskim. Należał do Związku Polskiej Młodzieży Demokratycznej, w latach 1927–32 pełnił funkcję prezesa. Po odbyciu aplikacji, w 1934 został adwokatem.
Do 1950 był syndykiem Gminy Miasta Krakowa. W czasie II wojny światowej działał w konspiracji, należał do Związku Odbudowy Rzeczypospolitej, pełniąc funkcję Komendanta Okręgu Krakowskiego. W 1942 roku po próbie aresztowania go przez Gestapo w „kotle” zorganizowanym w jego mieszkaniu, ucieka z Krakowa do Warszawy, gdzie ukrywa się pod przybranym nazwiskiem i nadal działa w konspiracji pod pseudonimami „Łaski”, „Nowina”, „Olesza”, „Sulima”, „Zaleski”. Pracował w BIP Komendy Głównej AK jako kierownik Referatu Prasowego. Uczestniczył w powstaniu warszawskim jako dowódca Placówki Radiowo-Informacyjnej „Anna” przy ul. Marszałkowskiej 62 (jego adiutantem był Władysław Bartoszewski).
Po wojnie adw. dr Ostrowski brał udział w pracach organizacji kombatanckich i doszedł do godności Wiceprzewodniczącego Zarządu Głównego Światowego Związku Żołnierzy AK. Wsławił się jako obrońca w głośnych procesach, przede wszystkim politycznych, m.in.: w procesie załogi obozu w Auschwitz toczącym się przed Najwyższym Trybunałem Narodowym w Krakowie, w procesie uczestników manifestacji z okazji 3 Maja 1946 w Krakowie, działaczy WiN, Kurii Arcybiskupiej w Krakowie, działaczy „Solidarności” z czasów stanu wojennego Tadeusza Piekarza, Stanisława Handzlika. Uczestnik prac Centrum Obywatelskich Inicjatyw Ustawodawczych Solidarności.
W 1995 odznaczony został Krzyżem Komandorskim z Gwiazdą Orderu Odrodzenia Polski. W 2014 pośmiertnie został odznaczony medalem „Dziękujemy za wolność”, przyznanym przez Stowarzyszenie Sieć Solidarności za udział w tworzeniu wolności, niepodległości i demokracji w Polsce w latach 1980-1989.